# Grupo Bimbo
 (août 2017).
 (août 2017).
Grupo Bimbo S.A.B. de C.V., est la plus grande entreprise mexicaine de fabrication de pain et de distribution fondée en 1945, et fait partie de l'Índice de Precios y Cotizaciones, le principal indice boursier de la bourse de Mexico.
Grupo Bimbo est la principale entreprise du secteur agroalimentaire du Mexique. Elle est spécialisée essentiellement dans la boulangerie et notamment la confection de pain, dont elle est l'un ou le plus grand producteur mondial. Elle possède des activités dans plusieurs pays d’Amérique, d’Asie et d’Europe. En 2013, son chiffre d’affaires s’est élevé à 13,785 milliards de dollars américains. Ses actions sont négociées à la Bourse du Mexique depuis 1980.

## Histoire
Grupo Bimbo est fondée au Mexique en 1945 par Lorenzo Servitje, Roberto Servitje, Jose T. Mata, Jaime Sendra, Jaime Jorba et Alfonso Velasco. En 1945, la compagnie décide d’abandonner le nom Super Pan S.A. au profit de Bimbo . Il existe toutefois une certaine résistance au nom dans des régions anglophones, comme le prouve la campagne publicitaire « Prononcer ‘Beembo!’ » aux États‑Unis. À propos de cette campagne, un représentant de l’entreprise aurait déclaré que le nom était dérivé du mot italien bambino, qui signifie « petit garçon ». 
Les premiers produits lancés sur le marché étaient de petits et de gros pains blancs, des pains de seigle et des pains grillés enveloppés dans une pellicule cellulosique. En 1948, il y avait déjà neuf produits Bimbo sur le marché, jusqu’à ce qu’en 1952, la production de Donas del Osito (les beignes Bear Cub’s) lance une nouvelle ligne de petits pains : les Bimbollos, les Medias Noches et les Colchones. 
En 1949, le premier dépôt situé à l’extérieur de Mexico est inauguré dans la ville de Puebla. Par la suite, en 1956, à Guadalajara, l’usine Bimbo Occidente commence ses opérations avec Roberto Servitje en tant que premier directeur général. Quatre ans plus tard, l’usine Bimbo del Norte est inaugurée dans la ville de Monterrey au Nuevo León. En 1964, Grupo Bimbo achète à Quality Bakers of America la marque Sunbeam au Mexique.
Après une restructuration et le lancement de produits à succès tels que Gansito et Submarinos Marinela, le Groupe ouvre en 1972, à Azcapotzalco au Mexique, la plus grande entreprise de boulangerie en Amérique latine et l’une des dix plus grandes dans le monde.
À la suite d'une augmentation importante de son portefeuille de produits et de marques telles Barcel, Marinela, Tía Rosa, Ricolino et Suandy, Don Roberto Servitje est nommé PDG de Grupo Bimbo en 1979. Un an plus tard, la compagnie commence à négocier 15 % de ses actions à la Bourse du Mexique.
En 1984, la compagnie commence à se développer en exportant aux États-Unis. Deux ans plus tard, elle crée une nouvelle structure organisationnelle sur laquelle le Groupe repose encore aujourd’hui. Par la suite, en 1989, Bimbo Central America est créée avec l’inauguration d’une usine au Guatemala. Deux ans plus tard, avec Bimbo Argentina, la structure organisationnelle de la région latino-américaine est créée et, en 1995, l’entreprise inaugure deux usines additionnelles au Chili et en Argentine. La même année, Grupo Bimbo acquiert Coronado.
Avec la nomination de Daniel Servitje comme PDG de la compagnie en 1997, la stratégie de croissance globale s’est vue renforcée. En 1998, le Groupe acquiert la boulangerie américaine « Mrs Baird’s », en plus de Plus Vita et Pullman au Brésil en 2001. Un an plus tard, il fait l’acquisition de l’entreprise George Weston à l’ouest des États‑Unis. 
En 2004, Bimbo acquiert JoyCo au Mexique et en 2005, il acquiert La Corona et El Globo, toujours au Mexique. En 2007, Grupo Bimbo acquiert la boulangerie Panrico de Beijing, marquant sa présence dans le marché asiatique et déployant ainsi ses activités sur deux continents. 
Grupo Bimbo a fait l’acquisition en 2008 de la boulangerie Nutrella au Brésil, et de Galletas Gabi au Mexique. Un an plus tard, il s’est porté acquéreur de Weston Foods aux États-Unis, propriétaire des marques Arnold, Boboli, Brownberry, Entenmann’s, Freihofer’s, Stroehmann et Thomas’ ainsi que de 22 usines et 4 000 camions de livraison.
En 2010, Bimbo acquiert Dulces Vero au Mexique et consolide en 2011 deux acquisitions importantes devenant la plus importante entreprise de boulangerie au monde. En septembre, Grupo Bimbo achète l’entreprise Fargo en Argentine. En octobre 2011, Grupo Bimbo a acquiert la filiale boulangerie de Sara Lee pour 959 millions de dollars.
En 2013, Grupo Bimbo rachète la marque Beefsteak bread, une filiale de Hostess Brands puis, en février 2014, Grupo Bimbo acquiert pour 1,83 milliard de dollars canadiens, Canada Bread (en), la filiale spécialisée dans le pain, de Maple Leaf Foods.
Enfin, en 2015, Bimbo a acquis la société Panrico en Espagne.

## Activité et présence dans le monde
Grupo Bimbo offre plus de 10 000 produits sous plus de cent marques connues, notamment Arnold, Barcel, Ben’s, Bimbo, Bon matin, Brownberry, Dempster’s, Dulces Vero, Eagle, Entenmann’s, Fargo, El Globo, Marinela, McGavin’s, Mrs Baird’s, Nutrela, Oroweat, Plus Vita, POM, Pullman, Ricolino, Sara Lee, Silueta, Stonemill, Tia Rosa, Thomas’, Vachon et Villaggio. 
Elle possède 169 usines (39 au Mexique et 130 à l’étranger), trois organismes commerciaux et huit coentreprises. Les produits de Grupo Bimbo sont vendus dans plus de 2,2 millions de points de vente dans 21 pays d’Amérique, d’Europe et d’Asie, dont l’Argentine, le Brésil, le Canada, le Chili, la Chine, la Colombie, le Costa Rica, le Guatemala, le Honduras, le Mexique, le Nicaragua, le Panama, le Paraguay, le Pérou, le Portugal, El Salvador, l’Espagne, le Royaume‑Uni, les États‑Unis, l’Uruguay et le Venezuela. Son siège social est situé à Santa Fe, Álvaro Obregón, au Mexique.
L’entreprise possède non seulement un vaste réseau de distribution au Mexique, mais elle est aussi considérée comme un chef de file sur le continent américain, comptant plus de 52 000 distributeurs. Tout comme d’autres entreprises, elle a instauré un système de visites récurrentes aux points de vente leur permettant de visiter un établissement jusqu’à trois fois par jour. 
Ses coentreprises ne sont autres que Alicorp (Pérou), Blue Label (Mexique), Fincomún, Galletas la Moderna, Grupo Nutresa (Colombie), Mundo Dulce (Arcor), PanGlo et Rich.

## Ventes nettes
- 2009 : 8,9 milliards $ US. 55 % de ventes à l’étranger.
- 2010 : 9,2 milliards $ US. 53 % de ventes à l’étranger.
- 2011 : 10,7 milliards $ US. 54 % de ventes à l’étranger.
- 2012 : 13,1 milliards $ US. 59 % de ventes à l’étranger.
- 2013 : 13,8 milliards $ US. 61 % de ventes à l’étranger.

## Marque
Preuve de sa grande popularité auprès des consommateurs, le nom Bimbo est devenu une marque de commerce reconnue comme « célèbre » par l’Institut mexicain de la propriété industrielle le 27 avril 2010, devenant l’une des 27 marques ayant atteint un tel statut au Mexique. En 2014, Brand Footprint au Mexique l’a classé au septième rang dans l’industrie alimentaire
.

## Sponsors
Grupo Bimbo est le sponsor de trois équipes de la meilleure ligue professionnelle de football du Mexique, Primera Division (Première Division). Le logo de Grupo Bimbo apparaît sur les maillots des équipes América, Chivas de Guadalajara et Monterrey. Il est également présent sur les maillots pour Saprissa de Costa Rica et A.D. Isidro Metapán, champions à cinq reprises de la Primera División, et de l’équipe de foot panaméenne San Francisco F.C. jouant dans la Liga Pañamena de Futbol.
Le 11 janvier 2011, Bimbo, dont les opérations américaines sont basées près de Philadelphie, est devenu sponsor du Philadelphia Union de la Major League Soccer. Également en 2014, il est devenu sponsor d’Audax Italiano de la Primera División au Chili, avec sa marque Ideal. Il s’agit du premier club d’Amérique du Sud à avoir obtenu ce genre de sponsoring.